# Šarkanskij rajon
Il Šarkanskij rajon (in russo Шарканский район?, in lingua udmurta Сарапул ёрос) è un municipal'nyj rajon della Repubblica Autonoma dell'Udmurtia, in Russia. Istituito il 15 luglio 1929, occupa una superficie di 1 404,49 chilometri quadrati, ha come capoluogo il villaggio di Šarkan e una popolazione di 19 289 abitanti. Il distretto è suddiviso in 15 comuni rurali.